# Бургастай
Бургастай (рос. Бургастай) — село Селенгинського району, Бурятії Росії. Входить до складу Сільського поселення Нижньоубукунське. 
Населення —  96 осіб (2015 рік). 
На даний момент Бургастай розташоване в центральній частині Бурятії, на сході Східно-Сибірської низовини. Населення села становить близько 1400 осіб (2022 рік). 